# London (Texas)
Pour les articles homonymes, voir London.
Ne doit pas être confondu avec New London, dans le comté de Rusk du même état.
London est communauté incorporée du comté de Kimble dans l'état du Texas. Selon le recensement de 2010 et de 2000, la population était de 180.

## Histoire
La communauté a été établie vers la fin des années 1870 et du début des années 1880 par Len L. Lewis, un marchand de chevaux. Lewis y acheta une parcelle de terre et avait prévu y construire un village dont il espérait rendre en comptoir d'échange de chevaux pour la région en plus d'y marier une veuve. En 1881, trois membres d'une même famille (Robert, Ed et Tom Stevenson) y ont ouvert un magasin ce qui donna le feu vert à Lewis pour y installer 40 terrains et une place publique dans le but que cela devienne éventuellement le chef-lieu d'un futur comté. Le site fut nommé London en 1882 après l'ouverture d'un bureau de poste.
En 1935-1936 y a été découvert un marteau qui date possiblement d'il y a 100 millions d'années.
La place publique fut nommée Site Historique Enregistré par l'état en 1971.
Le bureau de poste y est encore et le Code ZIP est de 76854.

## Démographie
La population n'a cessé d'accroître depuis le début de sa fondation et avait atteint les 100 personnes en 1896 avant d'atteindre les 360 habitants en 1930. Il y eut une légère baisse de population pendant la Grande dépression mais la croissance reprit rapidement jusqu'à atteindre environ 400 habitants en 1943. Pendant la Seconde Guerre mondiale, il y eut une baisse graduelle de la population. Le point le plus bas fut atteint en 1970 où la population dépassait à peine les 110 habitants. À la fin du XXe siècle, la population a peu à peu remonté jusqu'à atteindre la population actuelle.

## Géographie
Par rapport à Junction, London en est à une distance de 18 km. Elle est située aux abords de la route nationale 377 au bout de la FM 1221.La rivière South Saline Creek traverse le sud de la communauté.

## Éducation
La communauté est desservie par la Commission Scolaire Junction Independent School District et n'a aucun établissement scolaire en elle-même.

## Climat
Le climat est chaud et humide en été et doux et frais en hiver. Selon la Classification de Köppen, London est dans une zone de Climat subtropical humide.